# Nuoto ai Giochi della XXXII Olimpiade - 100 metri farfalla femminili
La gara di nuoto dei 100 metri farfalla femminili dei Giochi della XXXII Olimpiade di Tokyo è stata disputata tra il 24 e il 26 luglio 2021 presso il Tokyo Aquatics Centre. Vi hanno partecipato 33 atlete provenienti da 27 nazioni.
La competizione è stata vinta dalla nuotatrice canadese Margaret MacNeil, mentre l'argento e il bronzo sono andati rispettivamente alla cinese Zhang Yufei e all'australiana Emma McKeon.

## Record
Prima della competizione il record del mondo e il record olimpico erano i seguenti:
| Record mondiale | 55"48 | Sarah Sjöström Svezia | 7 agosto 2016 Rio de Janeiro, Brasile |
| Record olimpico | 55"48 | Sarah Sjöström Svezia | 7 agosto 2016 Rio de Janeiro, Brasile |

Nel corso della competizione non sono stati migliorati.

## Programma
| Data           | Ora (UTC+9) | Turno      |
| -------------- | ----------- | ---------- |
| 24 luglio 2021 | 19:25       | Batterie   |
| 25 luglio 2021 | 10:40       | Semifinali |
| 26 luglio 2021 | 10:30       | Finale     |

## Risultati

### Batterie
| Pos. | Batteria | Corsia | Atleta                 | Nazionalità               | Tempo   | Note             |
| ---- | -------- | ------ | ---------------------- | ------------------------- | ------- | ---------------- |
| 1    | 5        | 4      | Zhang Yufei            | Cina                      | 55"82   | Q                |
| 1    | 5        | 5      | Emma McKeon            | Australia                 | 55"82   | Q,               |
| 3    | 4        | 5      | Sarah Sjöström         | Svezia                    | 56"18   | Q                |
| 4    | 4        | 4      | Torri Huske            | Stati Uniti               | 56"29   | Q                |
| 5    | 3        | 4      | Margaret MacNeil       | Canada                    | 56"55   | Q                |
| 6    | 5        | 3      | Louise Hansson         | Svezia                    | 56"97   | Q                |
| 7    | 4        | 3      | Anastasija Škurdaj     | Bielorussia               | 56"99   | Q                |
| 8    | 3        | 3      | Marie Wattel           | Francia                   | 57"08   | Q                |
| 9    | 4        | 6      | Elena Di Liddo         | Italia                    | 57"41   | Q                |
| 10   | 3        | 5      | Claire Curzan          | Stati Uniti               | 57"49   | Q                |
| 11   | 3        | 1      | Katerine Savard        | Canada                    | 57"51   | Q                |
| 12   | 4        | 2      | Ilaria Bianchi         | Italia                    | 57"70   | Q                |
| 13   | 5        | 2      | Anna Ntountounaki      | Grecia                    | 57"75   | Q                |
| 14   | 3        | 2      | Arina Surkova          | ROC                       | 58"02   | Q                |
| 15   | 4        | 7      | Svetlana Čimrova       | ROC                       | 58"04   | Q                |
| 16   | 5        | 6      | Brianna Throssell      | Australia                 | 58"08   | Q                |
| 17   | 3        | 8      | Maria Ugolkova         | Svizzera                  | 58"22   | Record nazionale |
| 18   | 4        | 8      | Anastasia Gorbenko     | Israele                   | 58"23   |                  |
| 19   | 3        | 6      | Lana Pudar             | Bosnia ed Erzegovina      | 58"32   |                  |
| 20   | 4        | 1      | Farida Osman           | Egitto                    | 58"69   |                  |
| 21   | 5        | 1      | Harriet Jones          | Gran Bretagna             | 58"73   |                  |
| 22   | 5        | 7      | Emilie Beckmann        | Danimarca                 | 58"84   |                  |
| 23   | 5        | 8      | An Se-hyeon            | Corea del Sud             | 59"32   |                  |
| 24   | 2        | 5      | Ellen Walshe           | Irlanda                   | 59"35   |                  |
| 25   | 2        | 3      | Remedy Rule            | Filippine                 | 59"68   |                  |
| 26   | 3        | 7      | Erin Gallagher         | Sudafrica                 | 59"69   |                  |
| 27   | 2        | 4      | Dalma Sebestyén        | Ungheria                  | 59"79   |                  |
| 28   | 2        | 7      | Luana Alonso           | Paraguay                  | 1'00"37 |                  |
| 29   | 2        | 2      | Jeserik Pinto          | Venezuela                 | 1'00"60 |                  |
| 30   | 1        | 4      | Maryam Sheikh Alizadeh | Azerbaigian               | 1'01"37 |                  |
| 31   | 2        | 6      | Miriam Sheehan         | Porto Rico                | 1'02"49 |                  |
| 32   | 1        | 5      | Aniqah Gaffoor         | Sri Lanka                 | 1'05"33 |                  |
| 33   | 1        | 3      | Yusra Mardini          | Atleti Olimpici Rifugiati | 1'06"78 |                  |

### Semifinali
| Pos. | Semifinale | Corsia | Atleta             | Nazionalità | Tempo | Note             |
| ---- | ---------- | ------ | ------------------ | ----------- | ----- | ---------------- |
| 1    | 2          | 4      | Zhang Yufei        | Cina        | 55"89 | Q                |
| 2    | 1          | 6      | Marie Wattel       | Francia     | 56"16 | Q,               |
| 3    | 1          | 4      | Emma McKeon        | Australia   | 56"33 | Q                |
| 4    | 2          | 5      | Sarah Sjöström     | Svezia      | 56"40 | Q                |
| 5    | 1          | 5      | Torri Huske        | Stati Uniti | 56"51 | Q                |
| 6    | 2          | 3      | Margaret MacNeil   | Canada      | 56"56 | Q                |
| 7    | 1          | 3      | Louise Hansson     | Svezia      | 56"92 | Q                |
| 8    | 2          | 6      | Anastasija Škurdaj | Bielorussia | 57"19 | Q                |
| 9    | 2          | 1      | Anna Ntountounaki  | Grecia      | 57"25 | Record nazionale |
| 10   | 1          | 2      | Claire Curzan      | Stati Uniti | 57"42 |                  |
| 11   | 2          | 8      | Svetlana Čimrova   | ROC         | 57"54 |                  |
| 12   | 1          | 8      | Brianna Throssell  | Australia   | 57"59 |                  |
| 13   | 2          | 2      | Elena Di Liddo     | Italia      | 57"60 |                  |
| 14   | 1          | 1      | Arina Surkova      | ROC         | 57"72 |                  |
| 15   | 1          | 7      | Ilaria Bianchi     | Italia      | 58"07 |                  |
| 16   | 2          | 7      | Katerine Savard    | Canada      | 58"10 |                  |

### Finale
| Pos.    | Corsia | Atleta             | Nazionalità | Tempo | Note                |
| ------- | ------ | ------------------ | ----------- | ----- | ------------------- |
| Oro     | 7      | Margaret MacNeil   | Canada      | 55"59 | Record panamericano |
| Argento | 4      | Zhang Yufei        | Cina        | 55"64 |                     |
| Bronzo  | 3      | Emma McKeon        | Australia   | 55"72 | Record oceaniano    |
| 4       | 2      | Torri Huske        | Stati Uniti | 55"73 |                     |
| 5       | 1      | Louise Hansson     | Svezia      | 56"22 |                     |
| 6       | 5      | Marie Wattel       | Francia     | 56"27 |                     |
| 7       | 6      | Sarah Sjöström     | Svezia      | 56"91 |                     |
| 8       | 8      | Anastasija Škurdaj | Bielorussia | 57"05 |                     |